# Otterville (Illinois)
Otterville es un pueblo ubicado en el condado de Jersey en el estado estadounidense de Illinois. En el Censo de 2010 tenía una población de 126 habitantes y una densidad poblacional de 48,12 personas por km².

## Geografía
Otterville se encuentra ubicado en las coordenadas 39°3′3″N 90°23′54″O / 39.05083, -90.39833. Según la Oficina del Censo de los Estados Unidos, Otterville tiene una superficie total de 2.62 km², de la cual 2.62 km² corresponden a tierra firme y (0%) 0 km² es agua.

## Demografía
Según el censo de 2010, había 126 personas residiendo en Otterville. La densidad de población era de 48,12 hab./km². De los 126 habitantes, Otterville estaba compuesto por el 99.21% blancos, el 0% eran afroamericanos, el 0.79% eran amerindios, el 0% eran asiáticos, el 0% eran isleños del Pacífico, el 0% eran de otras razas y el 0% pertenecían a dos o más razas. Del total de la población el 0% eran hispanos o latinos de cualquier raza.